# Лопхаринське сільське поселення
Лопхари́нське сільське поселення (рос. Лопхаринское сельское поселение) — сільське поселення у складі Шуришкарського району Ямало-Ненецького автономного округу Тюменської області Росії.
Адміністративний центр — село Лопхарі.
Населення сільського поселення становить 524 особи (2017; 574 у 2010, 581 у 2002).

## Склад
До складу сільського поселення входять:
| Населений пункт       | Населення, осіб (2002) | Населення, осіб (2010) |
| --------------------- | ---------------------- | ---------------------- |
| Казим-Мис, присілок   | 92                     | 66                     |
| Лопхарі, село         | 461                    | 489                    |
| Сангимгорт, село      | 28                     | 19                     |
| Соримлогась, присілок | 0                      | -                      |